# Inferior Five
Gli Inferior Five (o I5) sono la parodia di una squadra di supereroi che comparve per la prima volta in Showcase n. 62 (giugno 1966), pubblicato dalla DC Comics. Creati da Nelson Bridwell, Joe Orlando e Mike Esposito, il gruppo fu inventato non solo come parodia dei Fantastici Quattro, ma per tutte quelle squadre di supereroi che avevano dei superpoteri così grandi da poter risolvere tutti i crimini posti loro davanti. I Five dovevano lavorare come una squadra: nessuno di loro riusciva a combattere il crimine da solo.

## Storia
La premessa è che i personaggi erano figli dei membri di una squadra di supereroi chiamata Freedom Brigade, una parodia della Justice League of America, e che molti degli Inferior Five erano parodie dei supereroi della DC, mentre Merryman è basato sulla figura dell'attore Woody Allen.
Dopo essere comparsi in Showcase n. 62, n. 63 e 65 (1966), ebbero una loro serie che durò 12 numeri. I primi dieci possedevano del materiale nuovo e furono pubblicati dal 1967 al 1968. In due avventure (pubblicate rispettivamente nei n. 7 e 10), incontrarono una parodia dei supereroi Marvel come Iron Man e Uomo Ragno (qui soprannominato "Cobweb Kid"), e poi combatterono al fianco dei "Kookie Four" (la versione divertente dei Fantastici Quattro) e di Sub-Moron (che somigliava a Namor) per respingere una invasione di alieni.
I numeri 11 e 12 furono pubblicati nel 1972, e furono intitolati Inferior 5 (utilizzando la cifra, invece della parola) e furono ristampe, eccetto per le copertine. Tuttavia, non cambiò nulla con l'alterazione del titolo. Più avanti comparvero sporadicamente dopo che la loro serie venne cancellata: comparvero in Showcase n. 100, in uno o due pannelli di Crisi sulle Terre infinite, The Oz-Wonderland War n. 3 (marzo 1986), e in un limbo per supereroi nella serie Animal Man scritta da Grant Morrison. Comparvero poi in un pannello in JLA: Another Nail quando Flash e Atomo viaggiarono attraverso le dimensioni.
Anche se le storie originali degli Inferior Five esprimevano frequenti riferimenti agli eroi della DC, The Oz-Wonderland War n. 3 rivelò che le loro avventure avevano luogo sulla "Terra-12", che in questo modo aveva una sua versione della JLA e dei Teen Titans: ciò significava che ogni riferimento si trovava al di fuori della continuità in relazione agli eroi della Terra-1 principale.

### Status corrente
Dopo la Crisi sulle Terre Infinite, la sola comparsa della continuità degli Inferior Five come squadra avvenne nella prima miniserie Angel and the Ape, dove si scoprì che Angel e Dumb Bunny sono mezze sorelle. I membri della League ebbero un cameo in questa serie, indicando che gli Inferior Five esistevano sulla Terra post-Crisi.
Apparizioni successive inclusero:
- Dumb Bunny e Merryman comparvero in una scena in Superboy.
- Dumb Bunny ebbe una comparsa da sola alla convention della supereroina Bulleteer, parte della serie Seven Soldiers of Victory.
- Blimp partecipò al funerale di Michael Jon Carter (52 Week 18).
- Merryman comparve come "Re del Limbo" in Final Crisis: Superman Beyond.
- Dumb Bunny compare nella trama del terzo numero di Ambush Bug: Year None.

Steve Gerber propose una versione Vertigo degli Inferior Five come parodia dei fumetti "scuri e gotici" dell'epoca, ma l'idea venne respinta. Gerber affermò più in là che la DC rifiutò di pubblicare qualsiasi cosa che li avrebbe fatti sembrare "inferiori".

### Miniserie 2019
Nel settembre 2019 è stata avviata una serie di 12 numeri di Keith Giffen. È una reinvenzione della squadra, i protagonisti sono cinque bambini nella piccola città di Dangerfield, in Arizona. La serie ruota attorno a un mistero riguardante i loro genitori e sono gli unici a notare che sta succedendo qualcosa di strano. Si svolge nel 1988, dopo che un'invasione aliena ha avuto successo, con molti eroi morti. Gli alieni nascosti, stanno ancora sperimentando il metagene e si concentrano sui cinque bambini. In seguito viene rivelato che l'invasione è una finzione. La serie contiene anche una storia parallela con protagonista Peacemaker che verso alla fine si collega con la storia principale. Il numero dei volumi fu ridotto da 12 a 6 e c'è stata una pausa di quindici mesi di pubblicazione tra i numeri n. 4 (dicembre 2019) e n. 5 (marzo 2021) con gli ultimi due numeri pubblicati in digitale.

## Membri
- Merryman (Myron Victor), figlio de Il Patriota e Lady Liberty. È un discendente di Yellowjacket e di Crimson Chrysanthemum (ovvia parodia del Calabrone Verde e di La primula rossa). È un mingherlino in una tuta da giullare ed è il leader del gruppo.
- Awkwardman (Leander Brent), figlio di Mr. Might e della Sirena. È super forte e capace di vivere sott'acqua. Tuttavia, rimane un personaggio molto goffo ed impacciato.
- Blimp (Herman Cramer), il figlio sovrappeso di Captain Swift che può volare come suo padre, ma gli manca la super velocità di suo padre, può solo volare a velocità super basse — con il vento in coda.
- Piuma Bianca (William King), figlio de L'Arciere e di una donna non identificata. Era un superbo arciere quando non sapeva che qualcuno lo stava a guardare; la presenza delle persone lo rendeva nervoso.
- Dumb Bunny (Athena Tremor), la figlia stupidina ma super forte della Principessa Power, e successivamente (Angel and the Ape vol. 2 n. 1) connessa retroattivamente come parente di Angel Beatrix O'Day del fumetto Angel and the Ape.

## Superior Five
Nella miniserie Villains United, gli Inferior Five erano un omaggio ad un gruppo di super criminali che si fecero notare come Superior Five. Ogni membro aveva la possibilità dei membri degli I5 ma, invece di essere malvagi, sono personaggi seri e dallo stile moderno. Consistono di:
- Tremor (Awkwardman)
- Hindenburg (The Blimp)
- Splitshot (White Feather)
- Lagomorph (Dumb Bunny)
- Jongleur (Merryman)

## In altri media
Le parole Inferior Five, Metal Men, Trenchcoat Brigade e Gemelli Tornado comparvero nella puntata "Mayhem of the Music Meister" della serie animata Batman: The Brave and The Bold, quando il criminale del titolo mise Batman e Black Canary in una trappola mortale all'interno di un club musicale. I nomi - e anche quelli di molti altri - compaiono come nomi di gruppi musicali.

## Premi
Il gruppo e i relativi personaggi furono riconosciuti come membri del campo, venendo premiati con l'Alley Award nel 1996 per il Miglior fumetto comico in costume.